# 安藤正甫
安藤 正甫（あんどう まさよし）は、江戸時代中期の旗本・茶人。通称は岩之丞、次（治）右衛門。号は二橋観、二橋庵。阿久和安藤家7代。

## 略歴
安藤定殻の子として誕生。初名を定寿。
寛延2年（1749年）、父が没し家督を継ぐ。宝暦13年（1763年）、武蔵国入間郡内の領地を下総国香取郡内に移される。明和5年（1768年）に小姓組番士、安永8年（1779年）使番となり、布衣を許された。天明8年（1788年）職を辞して寄合となった。田原藩4代藩主・三宅康高に南坊流茶法を学んだ。
寛政2年（1790年）59歳で没した。墓所は早稲田・龍善寺。

## 系譜
- 父：安藤定殻（1708-1749）
- 母：不詳
- 室：中坊秀亨の娘 - 正甫の従妹
- 生母不明の子女
  - 男子：安藤正武